# Véhicule électrique en Thaïlande
Le véhicule électrique en Thaïlande connait un développement rapide : sa part de marché est passée de 6 % en 2022 à 17 % en 2023, grâce à des mesures de soutien très avantageuses (incitations à l'investissement, réductions sur les droits de douane et la taxe à la consommation, aides à l'achat). Les marques chinoises dominent le marché ; Great Wall Motors a commencé à assembler des modèles électriques en janvier 2024 dans son usine de Rayong, et SAIC Motor et BYD construisent des usines.

## Statistiques

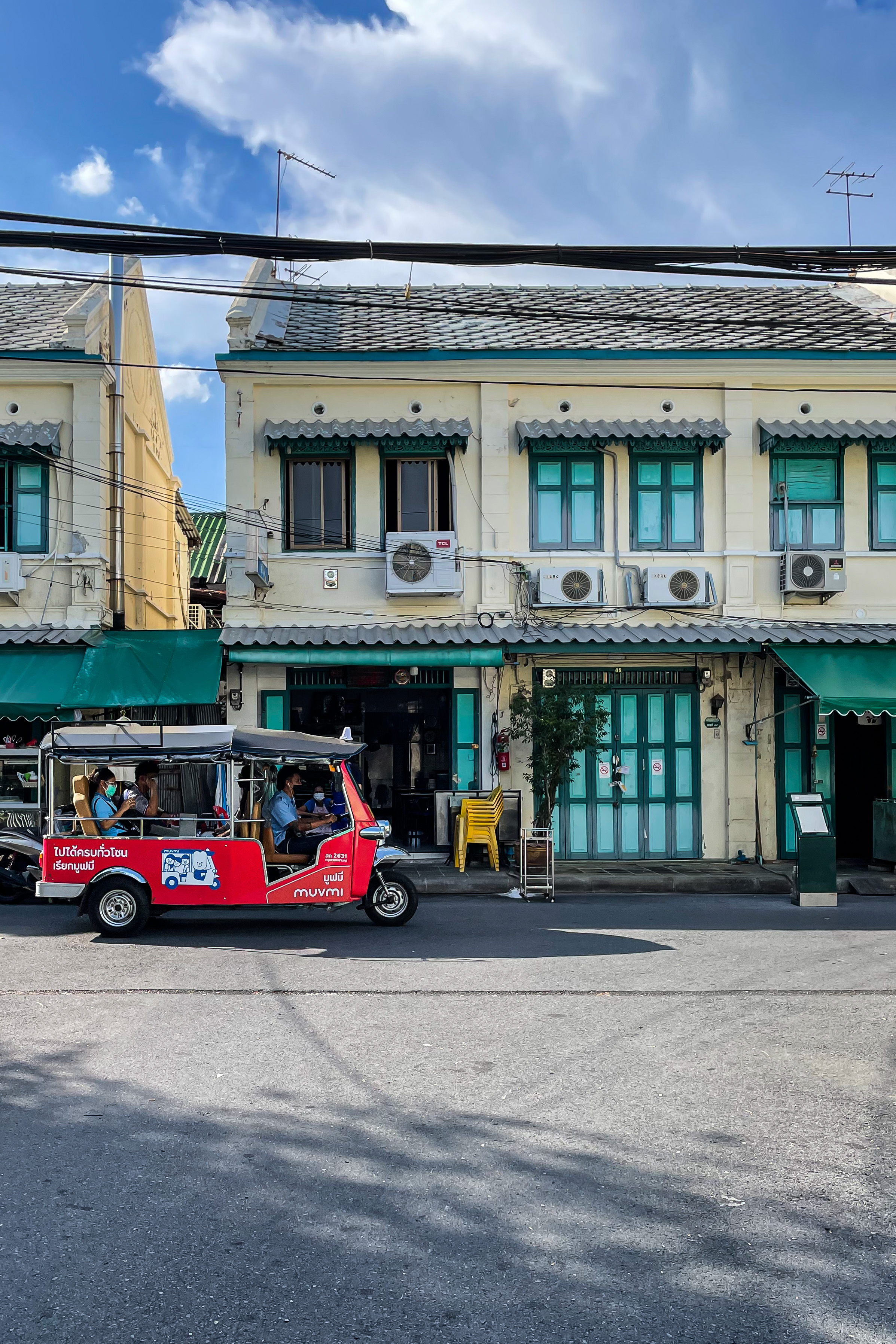
Tuk-Tuk électrique à Phraeng Phuthon, Bangkok, 2022.

En 2023, 100219 véhicules électriques ont été immatriculés en Thaïlande, contre 20816 véhicules en 2022. Les immatriculations de véhicules hybrides rechargeables ont atteint 11703 véhicules, contre 11331 véhicules en 2022. Au premier trimestre 2024, 22278 véhicules électriques ont été immatriculés, dont 17329 voitures, 4840 motos, 5 tuk tuks, 39 bus et 65 camions. Le parc de véhicules électriques atteint 154027 véhicules au 29 février 2024, dont 107322 voitures, 42979 motos, 369 tuk tuks, 2458 bus et 899 camions.
Selon JATO Dynamics, en 2023, 79000 véhicules électrifiés (100 % électriques + hybrides rechargeables) ont été vendus en Thaïlande, contre24000 véhicules en 2022 ; leur part de marché est ainsi passée de 6 % à 17 %. JATO Dynamics prévoit que cette part passera à 25 % en 2030. Les principales marques sont BYD (30000 voitures), MG (15000 voitures) et Neta (14000 voitures).
En Thaïlande, le marché de l'électrique est contrôlé en 2024 par BYD, Neta, du groupe Hozon Auto, et Ora, une marque de Great Wall Motors, qui se livrent à une guerre des prix.

## Politique de soutien

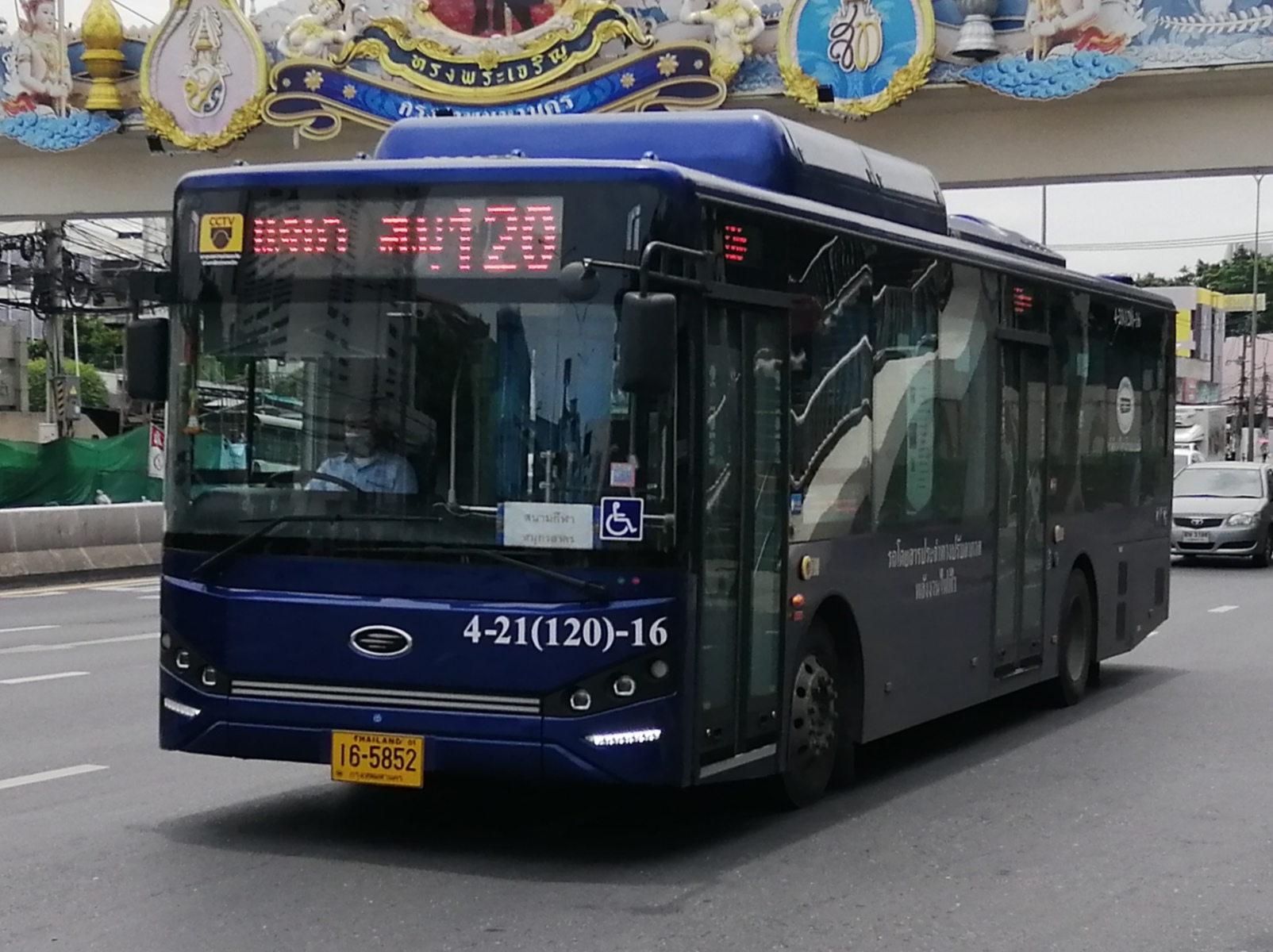
Bus électrique Minebus NJL6106BEV, 2022.

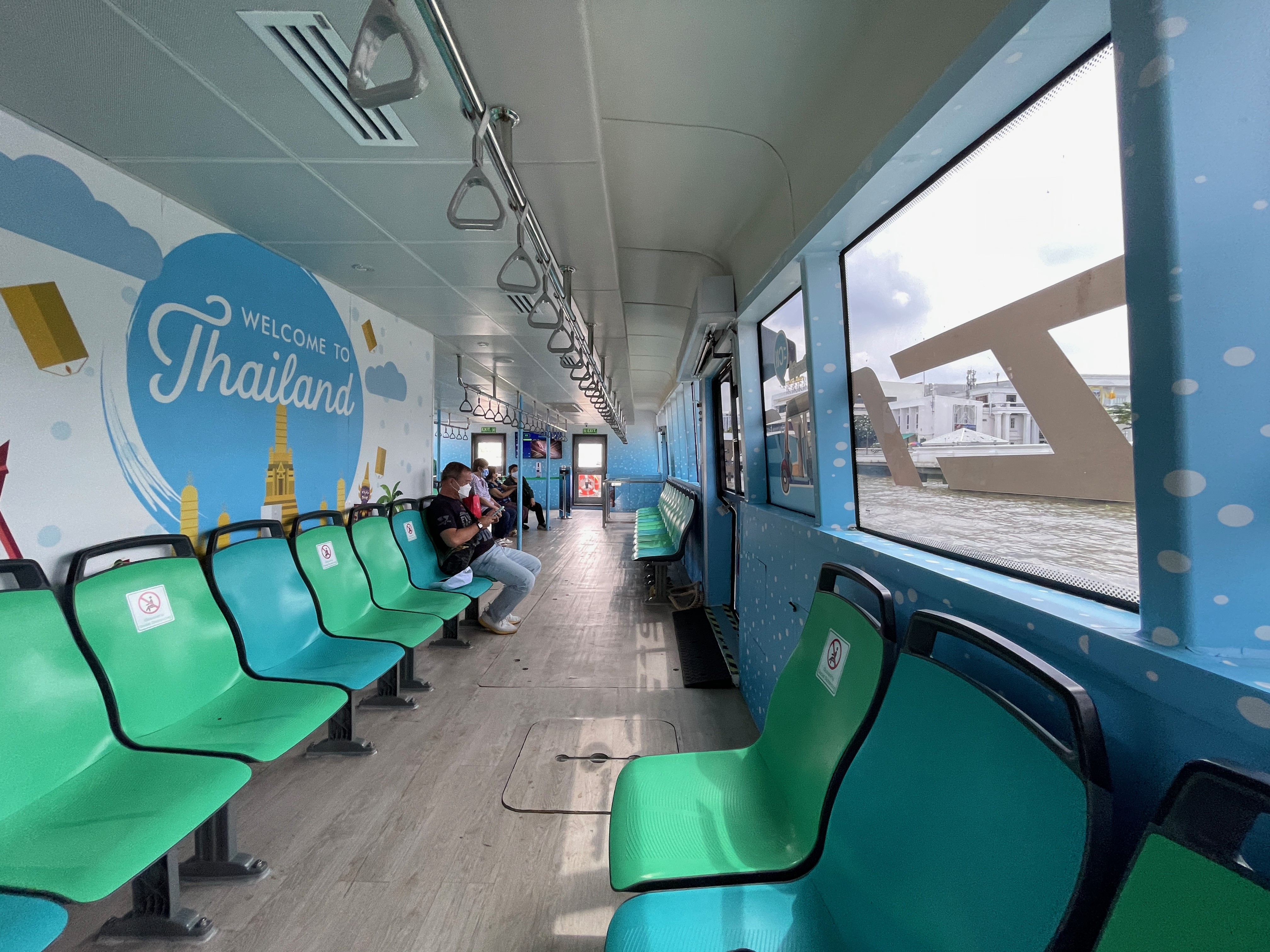
Intérieur d'un Smart Ferry électrique sur le fleuve Chao Phraya, 2022.

En 2019, la State Railway of Thailand (SRT) lance un programme d'électrification des lignes ferroviaires dans un rayon de 500 kilomètres autour de Bangkok.
En décembre 2021, le ministère des transports annonce l'extension du service des transports par bateaux électriques sur le fleuve Chao Phraya à Bangkok : le nombre de ces bateaux sera porté à 15, d'une capacité unitaire de 150 passagers.
En juillet 2022, le gouvernement thaïlandais annonce l'arrivée de 1 000 bus électriques dans les rues de Bangkok d'ici la fin de 2022, dont 90 exploités par des firmes privées sous contrat de deux ans avec Bangkok Mass Transit Authority (BMTA).
Le gouvernement thaïlandais a offert des incitations à l'investissement, telles que des exonérations de l'impôt sur les bénéfices des sociétés, aux constructeurs automobiles qui participent à la fabrication dans le pays de véhicules électriques. Great Wall Motors a commencé à assembler des modèles électriques en janvier 2024 dans son usine de Rayong, et SAIC Motor et BYD vont lancer leurs propres productions locales avant la fin de 2024. Le gouvernement estime que 30 % des voitures produites dans le royaume seront « zéro émission » à l'horizon 2030 ; il a mis en place un programme de subvention publique équivalent à une réduction de 150 000 bahts sur le prix de chaque voiture électrique, alors que le prix d'un modèle électrique d'entrée de gamme est d'environ 500 000 bahts.
De 2024 à 2027, les droits de douanes sont réduits de 20 % à 40 %, selon le prix du véhicule, et la taxe à la consommation est de 2 %, au lieu de 8 % pour les voitures thermiques, et une subvention de de 20000 à 100000 baths est accordée, selon le prix du véhicule.

## Stations de recharge

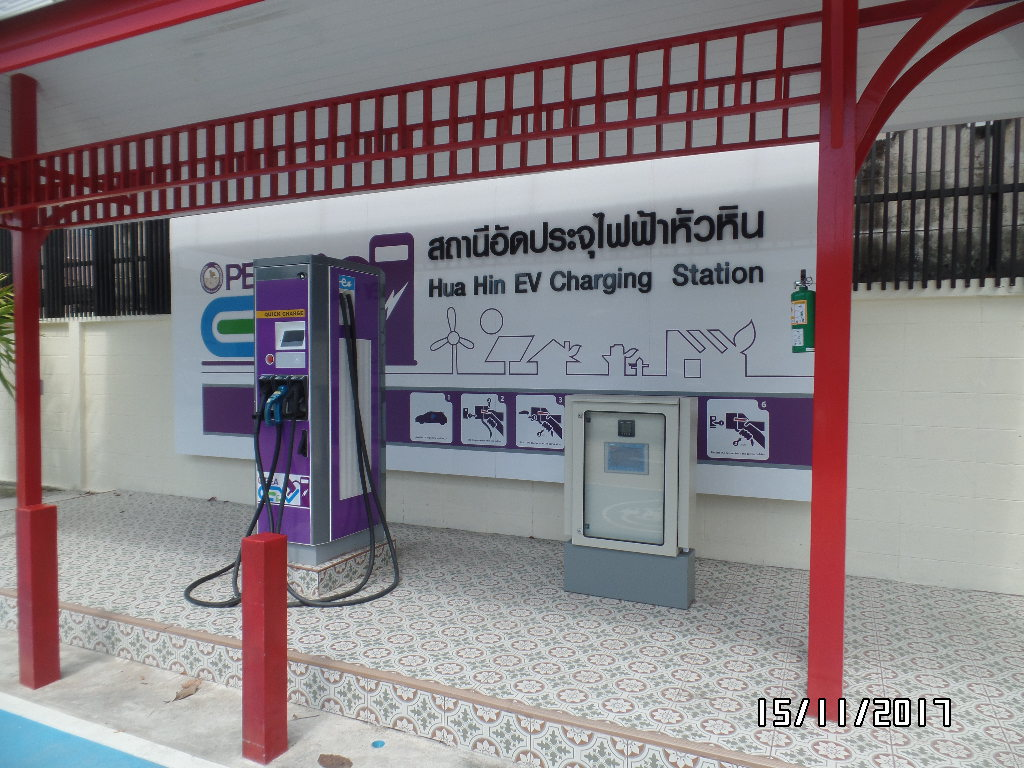
Station de recharge de la Provincial Electricity Authority (PEA) à Hua Hin, 2017.

Au 31 décembre 2023, la Thaïlande compte 2658 stations de recharge accessibles au public, offrant 9694 points de recharge, dont 4173 points de recharge rapide (CCS2). Cette statistique ne prend pas en compte les stations réservées à une marque spécifique telles que Tesla Supercharger et MG Super Charge.